# 牛栓藤科
牛栓藤科又叫牛拳藤科，共有16属约300-350种，分布在全球热带地区，中国有5属共9种，分布在南方各地。
本科植物为灌木、小乔木或藤本，奇数羽状复叶互生，无托叶；花两性，辐射对称，花瓣5；果实为蓇葖果。
1981年的克朗奎斯特分类法将其列为蔷薇目，1998年根据基因亲缘关系分类的APG 分类法将本科分到新设立的酢浆草目。

## 主要属
- 栗豆藤属 Agelaea
- 裘李属 Burttia
- 裘果藤属 Cnestidium
- 螫毛果属 Cnestis
- 牛栓藤属 Connarus
- 单叶豆属 Ellipanthus
- 闭裘李属 Hemandradenia
- 牛栓李属 Jollydora Pierre ex Gilg, 1896
- 散爪藤属 Manotes
- 巾叶葛属 Pseudoconnarus Radlk., 1887
- 红叶藤属 Rourea
- 光荔木属 Vismianthus Mildbr., 1935